# Opção binária
Opções binárias são operações baseadas na subida ou descida dos preços dentro de um período de tempo, determinado por cada negociador. Pode ser uma operação em ações internacionais, em pares de moedas, em índices bolsistas, em commodities, etc. Simplesmente opera-se em dois sentidos, para cima ou para baixo (cima caso se julgue que o preço subirá e baixo caso se julgue que o preço cairá). Daí que as Opções Binárias são também conhecidas por Operações Binárias.
Opção Binária ou Operação Binária é uma opção financeira onde o pagamento é um valor fixo ou nada. Os dois principais tipos de opções binárias são a opção binária dinheiro-ou-nada e a opção binária ativo-ou-nada. A opção binária dinheiro-ou-nada paga uma quantia fixa de dinheiro se a opção expirar in-the-money, enquanto que a opção ativo-ou-nada paga o valor do ativo subjacente. Elas também são chamadas de opções de tudo-ou-nada, opções digitais (mais comuns nos mercados de taxas de juros/estrangeiros) e opções de retorno fixo (FROs) (na Bolsa de Valores Americana).
No entanto as opções já são muito antigas. O primeiro especulador com opções que se tem registro foi Thales, um astrônomo e filósofo grego. Segundo Aristóteles, Thales “sabia pelos seus conhecimentos das estrelas, ainda no inverno, que ocorreria uma grande colheita de azeitonas no ano seguinte.Tendo pouco dinheiro, ele reservou todos os depósitos de olivas em Chios e Miletus, pagando taxas bem baratas porque não haviam mais interessados.”Uma colheita abundante e uma grande demanda por depósitos de olivas provou que as previsões de Thales estavam corretas, e com seus contratos de locação já pagos, ele utilizou os depósitos com grande lucros. A crise financeira de 2008 coincidiu com a decisão do SEC (Securities and Exchange Commission). Na sequência desta decisão, as opções binárias deixaram de estar limitadas a ser negociadas apenas na bolsa. Entre 2008 e 2009 começaram a aparecer os primeiros Brokers de Opções Binárias, a operar no modelo que hoje conhecemos.

## Principais formatos de opções binárias
Dinheiro-ou-nada: É o mais simples e usado. Consiste em apostar no aumento ou na descida do valor do activo. Aqui não interessa qual o valor final, mas apenas se está acima ou abaixo do valor à altura da colocação da aposta. Se acertar, ganhará em média 70% a 85%.Em caso de errar, perde os 100% do que apostou.Se conseguir encontrar uma estratégia que permita obter mais de 65% de apostas certas, terá lucros.
Activos-ou-nada: Ao contrário da opção anterior, aqui o pagamento é determinado pelo preço do activo em si. É uma boa opção mas implica ter um maior conhecimento dos mercados financeiras, ou pelo menos estar por dentro dos preços dos ativos e as últimas flutuações.
One-touch: Esta opção termina quando o ativo atinja um valor determinado. Aqui uma das dificuldades é que o preço chegue a este valor dentro do período de tempo que dura a operação.
No-touch: Aqui o pretendido é o contrário. É evitar que o preço chegue ao valor limite dentro do tempo que dura a operação.
60 Segundos: As Opções Binárias 60 segundos são operações muito rápidas, normalmente entre 30 segundos até 5 minutos. O período mais frequente são os 60 segundos ou 1 minuto, dai que são conhecidas por Apostas de 60 segundos.
Enquanto as opções binárias teoricamente desempenham um papel no preço dos ativos, elas estão propensas a fraudes e são banidas por reguladores em muitas jurisdições como forma de jogo de azar. Muitas empresas de opções binárias foram expostas por fraude. O FBI nos EUA está investigando fraudes de opções binárias em todo o mundo. Eles estimam que golpistas roubam por volta de US$10 bilhões (R$30 bilhões) anualmente em todo o mundo. O uso dos nomes de pessoas famosas e respeitáveis, como Richard Branson, para encorajar as pessoas a comprar falsos "investimentos" é frequente e crescente. Artigos publicados no jornal The Times of Israel explicam a fraude em detalhes, usando a experiência de pessoas que se envolviam nestes esquemas, como um candidato a emprego recrutado por uma falsa corretora de opções binárias, que foi comandado a "deixar a [sua] consciência na porta de entrada". Seguindo os artigos publicados pelo Times de Israel, o gabinete de Israel aprovou uma proibição de venda de opções binárias em junho de 2017.

## Função
As opções binárias “baseiam-se em uma simples proposição de “sim“ ou “não“: um ativo subjacente estará acima de um determinado preço em um determinado momento?" Os negócios apostam se isso acontecerá ou não. Se um cliente acredita que o preço de uma mercadoria ou moeda estará acima de um determinado preço em um horário fixo, ele compra a opção binária. Se ele acredita que estará abaixo desse preço, ele vende a opção. O preço de uma opção binária é sempre inferior a US$100.
A Investopedia descreve o processo de negociação de opções binárias nos EUA da seguinte maneira:
Uma opção binária pode ser negociada a US$42,50 (lance) e US$44,50 (oferta) às 13:00. Se você comprar a opção binária naquele momento você pagará US$44,50, se você decidir vender naquele momento, você venderá por US$42,50.
Digamos que você decidiu comprar a S$44,50. Se às 13:30 o preço do ouro está acima de US$1.250, sua opção expira e passa a valer US$100. Você tem um lucro de US$100 - US$44,50 = US$55,50 (menos as taxas). Isto é conhecido como "in the money."
Mas se o preço do ouro estiver abaixo de US$1.250 às 13:30, a opção expira a US$0. Portanto, você perde os US$44,50 investidos. Isto é conhecido como "out of the money."
O lance e a oferta flutuam até que a opção expire. Você pode encerrar sua posição a qualquer momento antes da expiração para garantir o lucro ou reduzir uma perda (se comparado a deixar que a opção expire out of the money). 
Toda opção se encerra a US$100 ou US$0, US$100 se a aposta é correta, 0 se é incorreta. 
Nas plataformas não-regulamentadas, o dinheiro do cliente não é mantido necessariamente em uma conta de confiança, conforme requerido pelas n|regulamentação financeira do governo, e as transações não são monitoradas por terceiros para assegurar um jogo limpo.
Opções binárias são frequentemente consideradas como uma forma de jogo de azar em vez de um investimento, por causa do pagamento cumulativo negativo (as corretoras têm uma vantagem sobre o investidor) e porque elas são anunciadas como algo que requer pouco, ou nenhum, conhecimento de mercado. Gordon Pape, ao escrever no site Forbes.com em 2010, chamou os sites de opções binárias de “sites de apostas, puro e simples“, e disse que “esse tipo de coisa pode se tornar rapidamente viciante... ninguém, não importa o quão conhecedor, pode consistentemente prever o que uma ação ou mercadoria fará dentro de um curto período de tempo.“ 
Apesar do fato de serem chamadas por alguns de jogo de azar, em 2015 a Corte Holandesa decidiu que as opções binárias são um instrumento financeiro. 
Pape observou que as opções binárias ruins do ponto de vista dos jogos de azar e também por causa da excessiva “vantagem da casa“. Um site de opções binárias pagou US$71 para cada negócio bem-sucedido de US$100. “Se você perde, você recebe US$15 de volta. Digamos que você faça 1.000 “negócios e ganhe 545 deles. Seu lucro é de US$38.695. Mas suas 455 perdas custarão US$38.675. Em outras palavras, você deve ganhar 54,5% das vezes para não ter perdas.“ 
Para aumentar suas chances de prever o movimento certo de preço, você pode usar estratégias. Por exemplo, a estratégia da análise fundamentalista ou a estratégia da análise técnica
A Comissão de Negociação de Futuros de Commodities dos EUA (U.S. Commodity Futures Trading Commission) avisa que “algumas plataformas online de opções binárias podem exagerar nos números de retorno médio ao anunciar retornos médios maiores sobre o investimento do que o cliente deve esperar, dada a estrutura de pagamento. 

## Regulamentação e fraude
Várias “corretoras“ de opções binárias foram expostas como operações duvidosas. Nesses casos, não há corretagem verdadeira; o cliente está apostando contra a corretora, que está agindo como um bucket shop (escritório não autorizado de negociação de ativos). Manipulação dos dados de preço para fazer com que os clientes percam é comum. Retiradas são frequentemente atrasadas ou recusadas por tais operação; se um cliente tem uma boa razão para esperar um pagamento, o operador vai simplesmente parar de atender suas ligações. Embora as opções binárias, às vezes, são negociadas em bolsas regulamentadas, elas geralmente não são regulamentadas, negociando na internet, e sujeitas a fraudes. A Comissão de Bolsas e Títulos dos EUA (U.S. Securities and Exchange Commission - SEC) e a Comissão de Negociação de Futuros de Commodities (Commodity Futures Trading Commission - CFTC) emitiram um aviso conjunto para os investidores americanos em relação às opções binárias não regulamentadas, e forçaram um dos maiores operadores, Banc de Binary, a encerrar suas operações nos EUA e devolver aos seus clientes todas suas perdas.[carece de fontes?]
Com o aumento da regulação e a exposição de várias corretoras fraudulentas, a CySEC, principal regulador das Opções Binárias, começou a apertar o cerco em 2016. Muitas corretoras, com as multas aplicadas e imagem afectadas, acabaram por sair do mercado. Isto afectou inclusivamente algumas das gigantes como a  Banc de Binary, ou a EZ Trader que teve penalidades impostas no valor aproximado de €600.000 (R$2.233.000)..
Assim, as corretoras que quiseram continuar tiveram de adoptar as novas diretivas dos reguladores. As que se conseguiram adaptar conseguiram continuar a crescer de forma exponencial como por exemplo a corretora IQ Option que é vista como uma das mais confiáveis na indústria. A IQ Option tem mais de 35 milhões de usuários registrados na plataforma em 2019. Esta corretora a partir de 2017 e com o bloqueio das Opções Binárias em vários países pelos seus reguladores, foi aumentando o seu portefólio de produtos para Forex, Bitcoin e Criptomoedas, opções digitais e CFDs.[carece de fontes?]
Em Israel, onde encontra-se uma alta concentração de tais firmas, a negociação de opções binárias foi proibida para clientes israelenses em março de 2016, por ser considerada uma forma de jogo de azar e não uma técnica legítima de investimento. Em 18 de junho de 2017, uma proibição sobre o marketing de opções binárias para clientes fora de Israel foi aprovada pelo gabinete e espera-se que ela passe rapidamente pelo Knesset.

### Europa
a ESMA proibiu as Opções Binárias na Europa em Agosto de 2018. A ESMA, juntamente com as autoridades nacionais competentes (ANC), concluíram existir preocupações significativas relativas à protecção dos investidores relativamente a CFD e opções binárias oferecidos a investidores de retalho", refere o regulador em comunicado. "Tal deve-se à sua complexidade e falta de transparência; às características particulares dos CFD – à alavancagem excessiva – e às opções binárias - o retorno negativo estrutural esperado e o conflito de interesses inerente entre os fornecedores e os seus clientes; a disparidade entre o retorno esperado e o risco de perdas; e questões relacionadas com a sua comercialização e distribuição. 
No mesmo momento que a ESMA proibiu as Opções Binárias na Europa também limitou o acesso a outros produtos financeiros (produtos alavancados como Forex e CFDs) baixando as margens de alavancagem, proibindo os bónus, etc. 

### Austrália
A Comissão de Investimentos & Títulos Australiana (Australian Securities & Investments Commission - ASIC) advertiu os investidores australianos na Sexta-feira, 13 de fevereiro de 2015, contra a Opteck, uma fornecedora não licenciada de opções binárias. A ASIC começou, posteriormente, a focar seus esforços para controlar fornecedoras derivativas não licenciadas, incluindo sites de “avaliação“, afiliadas de corretoras e fornecedoras de serviços gerenciados relacionadas a produtos de opções binárias.

### Brasil
Atualmente, não há regulamentação específica, pela CVM, para o mercado binário no Brasil. Por isso, há um vácuo legal em relação às opções binárias no país. Empresas brasileiras não podem oferecer essa modalidade de investimento, mas cidadãos brasileiros podem negociar binárias em plataformas de corretoras registradas em outros países. A CVM coíbe, no entanto, a propaganda e a prospecção de clientes no Brasil por essas empresas. 

### Bélgica
Em agosto de 2016, a Autoridade de Mercado e Serviços Financeiros da Bélgica (Financial Services and Markets Authority) baniu esquemas de opções binárias, com base na preocupação da difusão de atividades fraudulentas. 

### Canadá
Nenhuma firma é registrada no Canadá para oferecer ou vender opções binárias, então nenhuma negociação de opções binárias é atualmente permitida. Reguladores provinciais propuseram uma proibição completa em todas as negociações de opções binárias, incluindo a proibição de anúncios online para sites de negociação de opções binárias.

### Chipre
Em 3 de maio de 2012, a Comissão da Bolsa e Títulos do Chipre (Cyprus Securities and Exchange Commission - CySEC) anunciou uma mudança na política em relação à classificação de opções binárias como instrumentos financeiros. O efeito é que as plataformas de opções binárias que operam no Chipre, onde várias plataformas estão agora baseadas, teriam que estar regulamentadas de acordo com a CySEC em até seis meses após o anúncio. A CySEC foi a primeira reguladora que faz parte da UE MiFID a tratar as opções binárias como instrumentos financeiros.
Em 2013, a CySEC prevaleceu sobre as corretoras de opções binários desonestas e comunicou-se intensamente com os negociadores, a fim de evitar os riscos de usar serviços financeiros não regulamentados. Em 19 de setembro de 2013, a CySEC enviou um comunicado de imprensa alertando os investidores contra a corretora de opções binárias TraderXP; a CySEC declarou que a TraderXP não era e nunca tinha sido licenciada pela CySEC. Em 18 de outubro de 2013, a CySEC divulgou um aviso aos investidores sobre a corretora de opções binárias NRGbinary e sua empresa-mãe NRG Capital (CY) Ltd., afirmando que a NRGbinary não era e nunca tinha sido licenciada pela CySEC.[carece de fontes?]
A reguladora cipriota também suspendeu temporariamente a licença da Cedar Finance em 19 de dezembro de 2013. A decisão foi tomada pela CySEC, porque as possíveis violações mencionadas pareciam comprometer seriamente os interesses dos clientes da empresa e o bom funcionamento dos mercados de capitais, conforme descrito no comunicado oficial de imprensa emitido. A CySEC também emitiu um aviso contra a corretora de opções binárias PlanetOption no final do ano e outro aviso contra a corretora de opções binárias LBinary em 10 de janeiro de 2014, ressaltando que não ela era regulamentada pela Comissão e que a Comissão não havia recebido nenhuma notificação por parte de qualquer um dos seus homólogos em outros países europeus para provar que esta empresa era uma fornecedora regulamentada.[carece de fontes?]
A reguladora do Chipre impôs uma penalidade de €15.000 (R$55.800) contra a ZoomTrader. A OptionBravo e a ChargeXP também foram penalizadas financeiramente. A CySEC também indicou que votou para rejeitar o pedido de licença da ShortOption.
Em 2015, a CySEC multou repetidamente a Banc De Binary por várias violações, incluindo a solicitação de clientes dos EUA. Em 2016, a reguladora multou a Banc De Binary Ltd mais uma vez por violação de sua legislação. A corretora chegou a um acordo de € 350.000 (R$1.300.000).

### França
Em agosto de 2016, a lei de transparência Sapin II foi anunciada pela Autorité des Marchés Financiers (AMF), buscando banir toda a publicidade de derivativos financeiros. A AMF afirmou que proibiria a publicidade de certos contratos financeiros altamente especulativos e arriscados para indivíduos por meios eletrônicos. O documento aplica-se especificamente às opções binárias, aos contratos por diferença (CFDs) e aos contratos financeiros sobre moedas. A reguladora francesa está determinada a cooperar com as autoridades legais para que os sites ilegais sejam bloqueados. A lei também proíbe todas as formas de patrocínio e parceria que resultam na publicidade direta ou indireta dos produtos financeiros que cobre. Esta proibição teve de acordo com os observadores da indústria um impacto nos esportes patrocinados, como os clubes de futebol europeus.
A empresa 24Option, baseada no Chipre, foi proibida de negociar na França pela AMF em 2016. Ela patrocinava um conhecido lutador de artes marciais mistas, Conor McGregor, que em retorno promovia a empresa através das mídias sociais. 

### Israel

#### Negociação de opções binárias
Em março de 2016, a negociação de opções binárias em Israel foi banida pela Autoridade de Títulos de Israel (Israel Securities Authority), baseando-se que essa negociação é essencialmente um jogo de azar e não uma forma de gestão de investimentos. A proibição pode em breve se estender também aos clientes estrangeiros. O presidente da Autoridade de Títulos pediu ao procurador-geral de Israel que alterasse a lei para permitir tal proibição. Em 18 de junho de 2017, a proibição prolongada foi aprovada pelo gabinete e deverá passar pelo Knesset. Se aprovada, a nova lei também proibirá que os israelenses negociem qualquer instrumento financeiro com clientes estrangeiros, a menos que a corretora israelense tenha uma licença para negociar esse instrumento no país de origem do cliente.
As opções binárias compreendem 63%, ou US$1,25 bilhões (R$4,75 bilhões), da indústria de US$2 bilhões (R$6,33 bilhões) de derivativos e títulos de Israel, que contribui em 0,7% para o PIB nacional durante 2016.
Respondendo ao relatório do The Times of Israel, o Escritório do Primeiro Ministro em outubro de 2016 condenou as “práticas sem escrúpulos“ da indústria e invocou que toda a indústria seja banida em todo o mundo.

#### Fraude
Em 2016 The Times of Israel publicou vários artigos sobre fraudes de opções binárias. “Os lobos de Tel Aviv: A grande fraude amoral de opções binárias de Israel exposta“ expôs a indústria como uma fraude. Um segundo artigo descreveu em detalhes como um vendedor de opções binárias extorquia seus clientes. “De acordo com um ex-funcionário de uma empresa que emprega mais de 1.000 pessoas em um escritório de um dos arranha-céu de Tel Aviv, perdas são garantidas, porque a ‘sala de negociação‘ da firma de opções binárias controla a plataforma de negociação – como a gestão desonesta de um casino fraudulento que manipula a roleta.“
Em julho de 2016, as empresas de opções binárias israelenses, Vault Options, Ltd. e Global Trader 365, foram ordenadas pelo Tribunal Distrital do Norte de Illinois, nos Estados Unidos, a pagar mais de US$ 4,5 milhões (R$14,3 milhões) por negociações de opções binárias, fraudes e violações de registro. As empresas também foram proibidas permanentemente de operar nos EUA ou de vender para residentes dos EUA.
Em novembro de 2016 a Autoridade de Títulos de Israel (Israel Securities Authority) realizou uma incursão nos escritórios Ramat Gan da corretora de opções binárias iTrader. O CEO e outros seis funcionários foram acusados de fraude, fornecimento de conselho de investimento não licenciado, e obstrução de justiça.
Em 15 de maio de 2017, Eliran Saada, o dono da Express Target Marketing, que operava as empresas de opções binárias InsideOption e SecuredOptions, foi preso em Tel Aviv sob a suspeita de fraude, contabilidade falsa, falsificação, extorsão e chantagem. O caso envolvia uma mulher de Singapura que afirmava ter perdido mais de US$500.000 (R$2.745.000) para a firma. 

### Malta
Em março de 2013 a Autoridade de Serviços Financeiros de Malta (Malta Financial Services Authority - MFSA) anunciou que as regulamentações de opções binárias seriam transferidas para a Autoridade de Jogos e Loteria de Malta (Malta's Lottery and Gaming Authority). Em 18 de junho de 2013, a MFSA confirmou que em sua visão, as opções binárias caíam sob o escopo da Diretiva de Instrumentos Financeiros no Mercado (Markets in Financial Instruments Directive - MiFID) 2004/39/EC. Com este anúncio, Malta se tornou a segunda jurisdição da UE a regulamentar as opções binárias como instrumentos financeiros. Isto exigiu que as fornecedoras obtivessem uma licença de Serviços de Investimento de categoria 3 e obedecessem aos requisitos de capital mínimos da MiFID; as firmas podiam, anteriormente, operar na jurisdição com uma licença válida da Autoridade de Jogos e Loteria.[carece de fontes?]

### Nova Zelândia
Em abril de 2017, a Autoridade de Mercados Financeiros (Financial Markets Authority - FMA) da Nova Zelândia anunciou que todas as corretoras que ofereciam instrumentos de investimento de curto prazo que liquidavam dentro de 3 dias, eram obrigadas a obter uma licença da agência. Isto tinha a intenção de incorporar opções binárias e também CFDs (Contratos por Diferença).

### Reino Unido

#### Negociação de opções binárias
Até maio de 2017, as opções binárias não eram regulamentadas pela Autoridade de Conduta Financeira (Financial Conduct Authority - FCA), então investimentos feitos nelas não são protegidos pelas queixas de serviços financeiros e os esquemas de compensação. A Ilha de Man (uma dependência da Coroa, auto governável, pela qual o Reino Unido é responsável) emitiu licenças para empresas que oferecem opções binárias como “jogos de habilidade“ licenciados e regulamentados sob apostas com probabilidades ficas pela Comissão de Supervisão de Apostas da Ilha de Man (Isle of Man Gambling Supervision Commission - GSC). Isto coloca as opções binárias como uma forma de jogo de azar, e o administrador do negócio como algo parecido com um casino, ao contrário de uma bolsa de valores ou corretora.[carece de fontes?]

#### Fraude
As fraudes no mercado eram abundantes, com muitas fornecedoras de opções binárias usando o nome de pessoas famosas e respeitáveis sem seu conhecimento. De acordo com o centro nacional de relatórios de crimes informáticos e fraudes, Action Fraud, 664 fraudes com opções binárias foram relatadas em 2015/16, aumentando para 1.474 em 2016/17. A polícia da Cidade de Londres, em maio de 2017, disse que as perdas relatadas no ano financeiro anterior eram de £13 milhões (R$55,5 milhões), aumentando de £2 milhões (R$8,5 milhões) comparado ao ano anterior.

### Estados Unidos

#### Negociação de opções binárias
Nos EUA, a Comissão da Bolsa e Títulos (Securities and Exchange Commission) aprovou opçõs binárias negociadas na bolsa em 2008. A negociação começou na American Stock Exchange (AMEX) e na Chicago Board Options Exchange (CBOE) em maio e junho de 2008.
A AMEX (agora NYSE American) oferece opções binárias em alguns fundos negociados na bolsa e algumas ações de alta liquidez tais como Citigroup e Google. Na bolsa, as opções binárias eram chamadas de “opções com retorno fixo“ (FROs – fixed return options); compras eram chamadas de “terminar em alta“ e vendas eram chamadas de “terminar em baixa“. Para reduzir a ameaça da manipulação do mercado de ações individuais, FROs usam um “índice de liquidação“ definido como uma média ponderada em volume das negociações no dia da expiração. A AMEX e Donato A. Montanaro submeteram uma aplicação para patente de opções binárias listadas na bolsa, usando o índice de liquidação ponderado em volume, em 2005.
CBOE oferece opções binárias sobre o S&P 500 (SPX) e o Índice de Volatilidade da CBOE (CBOE Volatility Index - VIX). Os códigos para essas são BSZ e BVZ, respectivamente.
Em 2009, a Nadex, uma bolsa de valores baseada nos EUA, lançou opções binárias para uma gama de mercados forex, commodities e índices de ações.

#### Fraude
Em 6 de junho de 2013, a Comissão de Negociação de Futuros de Commodities (Commodity Futures Trading Commission - CFTC) dos EUA e a Comissão da Bolsa e Títulos (Securities and Exchange Commission) emitiram, em conjunto, um Alerta aos Investidores para informá-los sobre esquemas promocionais fraudulentos envolvendo opções binárias e plataformas de negociação de opções binárias. As duas agências disseram que elas tinham recebido inúmeras reclamações de fraude sobre sites de negociação de opções binárias, “incluindo a recusa em creditar contas de clientes ou reembolsar fundos aos consumidores; roubo de identidade; e manipulação de software para gerar negócios sem sucesso.“ Outras operações de opções binárias estavam violando exigências necessárias para se registrar com os reguladores.
Em 2013, os reguladores dos EUA acusaram Banc De Binary Ltd., de Israel-Chipre, de vender ilegalmente opções binárias a investidores dos EUA. Três anos depois, a empresa alcançou um acordo de US$11 milhões (R$35 milhões) com as autoridades dos EUA. Os reguladores descobriram que a empresa usava um “escritório virtual“ na Trump Tower em Nova Iorque, na busca por seu esquema, evadindo a proibição de contratos de opções binárias fora da bolsa. A empresa não admitiu ou negou as alegações.
Em fevereiro de 2017, o The Times of Israel relatou que o FBI (Federal Bureau of Investigation) estava conduzindo uma investigação ativa internacional sobre a fraude de opções binárias. Ele citava um agente especial de supervisão do FBI dizendo: “Nossos agentes vão olhar debaixo de cada pedra... Nós não estamos limitados aos EUA.“ Foi pedido que vítimas de qualquer lugar do mundo entrassem em contato com um escritório de campo do FBI ou com o Centro de Reclamação de Crimes na Internet (Internet Crime Complaint Center) do FBI. A investigação não é só limitada às corretoras de opções binárias, mas é compreensiva e pode incluir, por exemplo, a indústria de backend, fornecedores de serviços que permitem que a indústria opere. Emissores de cartão de crédito serão informados da natureza fraudulenta da indústria, que poderia possivelmente permitir que as vítimas recebessem estornos, ou reembolsos, de dinheiro obtido de maneira fraudulenta.
Em 13 de março de 2017, o FBI reiterou seu alerta, declarando que “Os autores por trás de muitos desses sites de opções binárias, principalmente criminosos localizados no exterior, estão somente interessados em uma coisa – tomar seu dinheiro.“ Eles também forneceram uma lista sobre como não se tornar uma das vítimas.